# Companion (film 2025)
Companion è un film del 2025 scritto e diretto da Drew Hancock.
Il film, di genere thriller fantascientifico, è interpretato da Sophie Thatcher e Jack Quaid. Lukas Gage, Megan Suri, Harvey Guillén e Rupert Friend compaiono in ruoli minori. È prodotto da  Zach Cregger, Roy Lee, Raphael Margules e J. D. Lifshitz.

## Trama
Iris, una giovane donna, ricorda quando ha incontrato per la prima volta il suo fidanzato Josh. Più tardi, i due si recano in una casa isolata su un lago per incontrare gli amici Kat, la coppia Eli e Patrick e Sergey, il fidanzato di Kat e proprietario della casa. Il giorno dopo, Sergey tenta di aggredire sessualmente Iris al lago e Iris lo uccide per legittima difesa. Inzuppata di sangue e in preda al panico, torna a casa, tentando di spiegare cosa è successo. Josh le dice: "Iris, vai a dormire", zittendola.
Iris si risveglia legata a una sedia, Josh la informa che è un robot da compagnia che lui ha affittato dalla società di robotica Empathix e le sue emozioni e la sua intelligenza possono essere controllate da un'app sul telefono di Josh. Mentre Josh è distratto, Iris si libera, ruba il telefono di Josh e fugge in una foresta vicina per aumentare la sua intelligenza dal 40% al 100%. Josh ammette a Eli e Patrick di aver effettuato un jailbreak su Iris, aumentandone il livello di aggressività e disabilitandone la'incapacità di fare del male, in modo che lei uccidesse Sergey e consentisse a Josh e Kat di rubare 12 milioni di dollari dalla sua cassaforte. Eli e Patrick vengono invitati a corroborare la storia, ma Josh e Kat insistono sul fatto che Patrick non abbia diritto a ricevere una quota del denaro, perché è a sua volta un compagno.
Eli prende una pistola dalla cassaforte di Sergey e il gruppo si divide per trovare Iris, dopodiché Patrick ammette di sapere di essere un compagno ma ama Eli nonostante tutto. Patrick ed Eli trovano Iris, ma lei spara a Eli con la pistola durante una colluttazione. Iris tenta di scappare con l'auto a guida autonoma di Josh, ma Josh usa il telefono di Sergey e segnala che l'auto è stata rubata, facendola fermare e chiudendovi Iris all'interno. Josh reimposta Patrick come suo compagno, disattiva la sua incapacità di fare del male, aumenta la sua aggressività e gli ordina di trovare e riportare Iris.
Iris viene fermata da un agente di polizia mentre esce dall'auto, ma Patrick, di nuovo violento, uccide l'agente e riporta Iris a casa. Kat, disgustata da Josh, cerca di andarsene con la sua parte dei soldi, ma Patrick la uccide. Josh chiama Empathix per venire a riprendersi Iris, sostenendo che non funziona correttamente, quindi si lamenta con Iris di essere un "bravo ragazzo". Quando Iris lo sminuisce, lui riduce la sua intelligenza allo 0%, rendendola un automa, e la costringe a darsi fuoco al braccio con una candela, quindi le ordina di spararsi alla testa, cosa che fa, spegnendosi.
Quando arrivano i dipendenti di Empathix, Sid e Teddy informano Josh che i robot di Empathix registrano tutto ciò che sperimentano, con le registrazioni archiviate nell'area addominale. Lo sparo ha solo disattivato le capacità Wi-Fi di Iris. Josh ordina a Patrick di uccidere i dipendenti di Empathis e di recuperare Iris. Patrick uccide Sid, ma prima che possa uccidere Teddy, Iris viene riavviata, interrompe il controllo di Josh risvegliando i ricordi dormienti di Patrick su Eli. Con il cuore spezzato, Patrick muore suicida con un pungolo elettrico.
Teddy per sdebitarsi concede a Iris il pieno controllo di sé, liberandola dal controllo dell'app. Iris torna a casa e, dopo una lotta, uccide Josh con un cavatappi elettrico. La mattina dopo, si stacca la "pelle" bruciata dalla mano, esponendo l'hardware metallico sottostante. Mentre si allontana con i soldi di Sergey, vede un altro uomo alla guida con una compagna identica a Iris. Iris sorride e agita la sua mano robotica, creando confusione nell'altra compagna.

## Produzione
Nel febbraio 2023 viene annunciata la messa in lavorazione del film Companion per conto della New Line Cinema, con una sceneggiatura di Drew Hancock, che avrebbe dovuto anche dirigerlo, e Zach Cregger, Raphael Margules, J. D. Lifshitz e Roy Lee in qualità di produttori. Originalmente Cregger aveva pensato di dirigere personalmente il film, ma ha poi suggerito che fosse Hancock a farlo. Nel maggio 2023 si unisce al cast Jack Quaid, in qualità di protagonista. A giugno, Harvey Guillén, Lukas Gage, Megan Suri, Sophie Thatcher e Rupert Friend sono stati aggiunti al cast. Le riprese principali, che sono state completate nel gennaio 2024, hanno avuto luogo nelle contee di Dutchess e Putnam, nello stato di New York, negli Stati Uniti, e più precisamente nelle località di Garrison (la casa sul lago), Fishkill (la sequenza di apertura), Beacon e della Putnam Valley.

## Colonna sonora
La colonna sonora del film è stata composta da Hrishikesh Hirway. La colonna sonora è stata distribuita in download digitale su numerose piattaforme e in LP su vinile colorato rosa marmorizzato su etichetta discografica Mutant e WaterTower Music, acquistabile online.

## Promozione
Lo studio ha speso 29 milioni di dollari per promuovere il film. Il sito Deadline ha riportato voci secondo le quali la Warner Bros. avrebbe stanziato 10 milioni di dollari per la pubblicità televisiva negli Stati Uniti. iSpot indica una spesa televisiva ancora più bassa, di 830 mila dollari, principalmente per uno spot durante la messa in onda dei playoff della NFL. La società diaanalisi dei social media RelishMix ha riferito che il marketing online ha portato a 170 milioni di interazioni sulle piattaforme dei social media della casa produttrice, con utenti online che hanno pubblicato "conversazioni positive" in merito al cast e alle pubblicità che facevano riferimento al genere romantico, prima di rivelare l'effettivo genere cinematografico del film. Un sondaggio postato da PostTrack ha rivelato che gli elementi di marketing più influenti di Companion sono stati i trailer nelle sale cinematografiche (27%), gli amici/la famiglia (13%), gli spot televisivi (5%) e le recensioni (5%).

## Distribuzione
La data di uscita del film era stata inizialmente prevista per il 10 gennaio 2025. Companion è stato distribuito nelle sale cinematografiche degli Stati Uniti dalla Warner Bros. Pictures a partire dal 31 gennaio 2025, compresi i cinema del circuito IMAX. Il 18 febbraio 2025 il film è stato distribuito in download digitale e sarà distribuito in home video  in formato 4K UHD, Blu-ray e DVD a partire dal 1° aprile 2025.
In Italia il film è stato distribuito nei cinema da Warner Bros. Discovery a partire dal 30 gennaio 2025, con il doppiaggio italiano eseguito dalla CDC Sefit Group, su dialoghi italiani di Carlotta Cosolo, con direzione del doppiaggio di Simone Mori, assistito da Veronica Ruggiero.

## Accoglienza

### Incassi
A fronte di un budget di 10 milioni di dollari, il film ha incassato 20809101 $ in Nord America e 15900000 $ nel resto del mondo, per un totale di 36709101 $.
Negli Stati Uniti e in Canada, Companion è uscito assieme ai film Dog Man e Valiant One e si prevedeva che avrebbe incassato attorno agli 8-10 milioni di dollari dalle 3.285 sale in cui è stato proiettato nel fine settimana di esordio. Nel primo giorno di uscita ha incassato 4 milioni di dollari, di cui circa 1,7 milioni nelle sole anteprime del lunedì e giovedì sera. Ha debuttato con un incasso di 9,3 milioni di dollari, clasificandosi al secondo posto dopo Dog Man. Un sondaggio condotto all'uscita del film ha indicato che il 43% degli spettatori è andato a guardare il film perché pubblicizzato come horror, mentre il 26 perché attratti dalla presenza di Sophie Thatcher. Il campione del sondaggio nel fine settimana di esordio del film era rappresentato per il 51% da un pubblico maschile; il 68% del campione era costituito da persone di un'età compresa tra i 18 e i 34, il 40% da persone di un'età compresa tra i 24 e i 34 anni. Il 34% del campione proveniva da sale IMAX e schermi di grande formato e le sale IMAX da sole hanno contribuito con un incasso di 1,6 milioni di dollari, cioè circa il 17% dell'incasso totale. Il film ha incassato 3 milioni di dollari nel suo secondo fine settimana di programmazione e 1,8 milioni nel terzo, prima di uscire dalla top ten del botteghino, nella quarta settimana. Ha concluso la sua programmazione nelle sale statunitensi dopo 46 giorni (sei settimane).

### Critica
Il film è stato generalmente accolto positivamente dalla critica. Secondo il sito aggregatore di recensioni Rotten Tomatoes, il 93% delle 256 recensioni dei critici risulta positivo, con una valutazione media di 7,5/10. Il sito riporta l'opinione secondo cui "Companion è un marchingegno diabolicamente ingegnoso che non si adagia sugli allori dei suoi colpi di scena, trasporta in modo emozionante i dementi nella beatitudine domestica". Metacritic, che utilizza una media ponderata, ha assegnato al film un punteggio di 70 su 100, sulla base di 40 critici, indicando recensioni "generalmente favorevoli". Il pubblico intervistato da CinemaScore ha dato al film un voto medio di "B+" su una scala da A+ a F, mentre quello intervistato da PostTrak gli ha assegnato 4 stelle su 5.
Chris Evangelista di /Film ha assegnato a Companion un punteggio di 9/10, definendolo "il primo grande film del 2025" e lodando le performance di Sophie Thatcher e Jack Quaid e l'originalità del film. Kevin Maher di The Times ha assegnato al film 3 stelle su 5, motivando che è "essenzialmente un film sulla fidanzata robot (si pensi a Metropolis di Fritz Lang o a Subservience di Megan Fox), ma che inizia in modo sorprendentemente forte", lodando l'interpretazione di Sophie Thatcher. Anche Stephanie Banbury del Financial Times ha assegnato al film 3 stelle su cinque, motivando: "Un robot che si rivolta contro il suo debole controllore umano non è certo un'idea nuova, ma l'ansia attuale intorno all'intelligenza artificiale ovviamente dà a Companion un argomento in più. Senza il quale il film oscillerebbe tra il comico e il viscerale. I colori sono di un brillante-Barbie, così come la sequenza del titolo in rosa; lo sceneggiatore e regista Drew Hancock mira a servirci della politica sessuale in una scatola di popcorn, ma con l'aggiunta di una buona dose di sangue di scena."
Benjamin Lee di The Guardian si è rivelato maggiormente critico nei confronti di Companion, assegnandogli 2 stelle su 5, motivando che "il film è realizzato in modo elegante più che scritto con attenzione... con comode incongruenze, una durata breve ma allungata e un finale piuttosto piatto in stile Terminator che lascia le cose a metà con una scrollata di spalle. E allora? Per un film sulla tecnologia avanzata, è tutto terribilmente semplice.". Jesse Hassenger di The A.V. Club ha assegnato al film un voto C+, motivando che "Le osservazioni di Companion sulle dinamiche di potere nelle relazioni sono per lo più solo una commedia stile Ex Machina con un leggero accenno di Her, castrate con un approccio da Big Studio a materiale intrinsecamente perverso".

## Riconoscimenti
- Palm Springs International Film Festival
  - 2025 - Registi da tenere d'occhio a Drew Hancock